# Émile Rivière
Pour les articles homonymes, voir Rivière (homonymie).
Émile Rivière est un préhistorien et médecin français né le 22 avril 1835 à Paris et mort le 25 janvier 1922 dans cette même ville. Il est connu pour ses découvertes dans les grottes de Balzi Rossi à Vintimille en Ligurie (Italie) et de la Mouthe en Dordogne (France).

## Biographie
Émile-Valère Rivière est le fils d'un médecin originaire de l'Orne. Il effectue également des études de médecine.
Il fait un séjour à Cannes en 1868 et s'installe à Menton en janvier 1870 pour plusieurs années. De ses séjours dans le Midi de la France, il tire sa vocation pour la préhistoire, effectuant une première visite dans les grottes de Baoussé-Roussé (Balzi Rossi) en avril 1869 avec Stanislas Bonfils, collectionneur et passionné de préhistoire, qui avait ouvert en 1860 un cabinet d'histoire naturelle à Menton.
À partir d'octobre 1870 et jusqu'en 1875, il effectue des fouilles dans ces grottes. Le 26 mars 1872, il découvre dans l'une de ces grottes, appelée la grotte du Cavillon, un squelette humain daté du Paléolithique supérieur, connu sous le nom d'« Homme de Menton ». D'autres découvertes suivront. En février 1873 puis en juin, il découvre trois squelettes d'adultes dans la grotte no 6, la grotte Bausse da Torre. En 1874, il met au jour deux squelettes d'enfants dans la grotte no 1, désormais désignée par la grotte des Enfants.
En 1877, il effectue avec Léon de Vesly une mission scientifique dans la vallée des Merveilles où ils explorent une grotte dans le vallon d'Albaréa.
En 1887, il fait paraître son ouvrage De l'antiquité de l'Homme dans les Alpes-Maritimes. L'ébauche de cet ouvrage avait obtenu auparavant, en 1884, le Prix Vaillant de l'Académie des Sciences.
À partir de 1887, ses activités de recherche s'orientent vers la Dordogne. Il est le premier préhistorien à visiter l'abri de Laussel (Marquay, Dordogne) en 1894. Il effectue des fouilles dans la grotte des Combarelles, puis dans la grotte de la Mouthe où, après une première visite en septembre 1894, il y débute en juin 1895 des fouilles qui durent huit ans. 

Il y découvre dès 1895 des gravures pariétales du Paléolithique,. Ce sont les troisièmes décorations pariétales découvertes, après celles de la grotte Chabot (Chiron 1878 mais publiées en 1889) et Altamira (Sautuola 1879), et avant Pair-non-Pair (Daleau 1896, soupçonnées dès 1883) et les Combarelles (Capitan & Breuil 1901).
En novembre 1903, il émet l'idée avec le médecin et préhistorien Paul Raymond de créer la Société préhistorique de France.
Le 6 janvier 1904, il en est l'un des membres fondateurs et en devient le premier président. Cette société deviendra la Société préhistorique française.
Mort le 25 janvier 1922 à Paris, il est inhumé au cimetière du Père-Lachaise (59e division).

## Spéléologie
En 1890, Émile Rivière crée le terme spéléologie : il forge le mot « spélælogie », à partir des mots grecs spêlaion (caverne) et logos (science) pour désigner la science des cavernes,,.

## Décorations
Chevalier de la Légion d'honneur (décret du 16 août 1900)

## Descendance
Émile Rivière est l'arrière-grand-père de Mériadec Rivière, contrôleur général économique et financier et responsable d'associations au sein du mouvement familial.

## Publications
29 de ses publications sont disponibles sur Persée et une bibliographie plus exhaustive (mais sans liens d'accès) se trouve sur le site de la Bibliothèque de la Société Historique et Archéologique du Périgord.
- [Rivière 1897] Émile Rivière, « La grotte de la Mouthe (Dordogne) », Bulletins de la Société d'anthropologie de Paris, vol. IV, no 8,‎ 1897, p. 302-329 (DOI 10.3406/bmsap.1897.5702, lire en ligne [sur persee]).
- [Rivière 1905] « Quelques mots sur la grotte de Liveyre (Dordogne) », Bulletin de la Société historique et archéologique du Périgord, t. 32, no 7,‎ 1905, p. 209-211.
- [Rivière 1909] « Note sur l'ordre chronologique véritable des six premières découvertes de grottes à gravures et à peintures », Bulletin de la Société préhistorique française, t. 6, no 7,‎ 1909, p. 376-380.